# Reprezentacja Bośni i Hercegowiny w koszykówce mężczyzn
Reprezentacja Bośni i Hercegowiny w koszykówce mężczyzn - drużyna, która reprezentuje Bośnię i Hercegowinę w koszykówce mężczyzn. Za jej funkcjonowanie odpowiedzialny jest Bośniacki Związek Koszykówki (KSBIH). Sześciokrotnie brała udział w Mistrzostwach Europy - 1993, 1997, 1999, 2001, 2003, 2005 i 2013. Jej najlepszym osiągnięciem w tych zawodach było zajęcie 8 miejsca w 1993 roku. Reprezentacja Bośni i Hercegowiny w międzynarodowych rozgrywkach występuje od rozpadu Jugosławii w 1992 roku. Wcześniej koszykarze z Bośni i Hercegowiny występowali w Reprezentacji Jugosławii.

## Udział w imprezach międzynarodowych
- Mistrzostwa Europy
  - 1993 - 8. miejsce
  - 1997 - 15. miejsce
  - 1999 - 15. miejsce
  - 2001 - 13. miejsce
  - 2003 - 15. miejsce
  - 2005 - 13. miejsce
  - 2013 - 13. miejsce